# Giuliano Teatino
Giuliano Teatino község (comune) Olaszország Abruzzo régiójában, Chieti megyében.

## Fekvése
A megye északnyugati részén fekszik. A Foro két mellékfolyója által (Venna és Dendalo) közrezárt területen épült fel. Határai: Ari, Canosa Sannita, Miglianico és Tollo.

## Története
Első írásos említése a 11. századból származik. A középkor során nápolyi nemesi családok birtoka volt (Orsini, Caracciolo). Önállóságát a 19. század elején nyerte el, amikor a Nápolyi Királyságban felszámolták a feudalizmust.

## Népessége
A népesség számának alakulása:

## Főbb látnivalói
- Santa Maria Assunta-templom
- San Rocco-templom
- Madonna della Neve-templom
- Madonna del Carmine-templom